# 伯格維爾 (明尼蘇達州)
伯格維爾（英語：Bergville）是位於美國明尼蘇達州艾塔斯卡縣阿登赫斯特鎮區的一個非建制地區。

## 地理
伯格維爾所處的海拔為高於海平面430米（即1411英呎），而該地所採用的時區為UTC-6，即北美中部時區（CST）。同時該地設有夏令時間，為UTC-6調快一小時，即UTC-5（CDT）。